# Néstor Araujo
Néstor Alejandro Araujo Razo (ur. 29 sierpnia 1991 w Guadalajarze) – meksykański piłkarz z obywatelstwem hiszpańskim występujący na pozycji środkowego obrońcy, reprezentant Meksyku, od 2022 roku zawodnik Amériki.
Jego brat Félix Araujo również był piłkarzem.

## Kariera klubowa
Araujo jest wychowankiem akademii juniorskiej klubu Cruz Azul ze stołecznego miasta Meksyk, w której rozpoczął treningi jako piętnastolatek. W wieku dziewiętnastu lat został włączony do pierwszej drużyny przez szkoleniowca Enrique Mezę i w meksykańskiej Primera División zadebiutował 18 września 2010 w wygranym 3:0 spotkaniu z Querétaro. Już po upływie kilku miesięcy zaczął regularnie pojawiać się na ligowych boiskach, jednak na dłuższą metę nie potrafił sobie wywalczyć pewnego miejsca na środku obrony, szczególnie pod koniec pobytu w klubie pozostając rezerwowym dla zawodników takich jak Julio César Domínguez, Waldo Ponce, Jair Pereira czy Luis Perea. W wiosennym sezonie Clausura 2013 zdobył ze swoją ekipą tytuł wicemistrza kraju, a także wywalczył puchar Meksyku – Copa MX. Ogółem w barwach Cruz Azul spędził trzy lata.
Latem 2013 Araujo za sumę 1,6 miliona dolarów przeszedł od zespołu Santos Laguna z siedzibą w Torreón, gdzie szybko został jednym z ważniejszych zawodników drużyny. W jesiennym sezonie Apertura 2014 zdobył z nim drugi w swojej karierze puchar Meksyku, natomiast pół roku później – podczas rozgrywek Clausura 2015 – zanotował z ekipą prowadzoną przez Pedro Caixinhę swoje premierowe mistrzostwo Meksyku. W tym samym roku wywalczył także superpuchar kraju – Campeón de Campeones, kompletując tym samym potrójną koronę. Premierowego gola w najwyższej klasie rozgrywkowej strzelił natomiast 28 sierpnia 2015 w przegranej 3:4 konfrontacji z Pumas UNAM.

## Kariera reprezentacyjna
W marcu 2011 Araujo został powołany przez Juana Carlosa Cháveza do reprezentacji Meksyku U-20 na Mistrzostwa Ameryki Północnej U-20. Na gwatemalskich boiskach pełnił rolę podstawowego stopera swojej drużyny, rozgrywając wszystkie możliwe pięć spotkań w pełnym wymiarze czasowym, zaś jego kadra triumfowała ostatecznie w tych rozgrywkach po pokonaniu w finale Kostaryki (3:1). Dwa miesiące później wziął udział w prestiżowym towarzyskim Turnieju w Tulonie, podczas którego wystąpił w czterech z pięciu meczów, zajmując ze swoją ekipą czwarte miejsce. W lipcu znalazł się w składzie na Mistrzostwa Świata U-20 w Kolumbii; tam również miał niepodważalne miejsce na środku obrony, tworząc podstawowy duet stoperów z Diego Reyesem i rozegrał wszystkie możliwe siedem meczów w wyjściowym składzie, zaś Meksykanie dotarli wówczas aż do półfinału, przegrywając w nim z Brazylią (0:2) i zajęli ostatecznie trzecie miejsce na młodzieżowym mundialu.
W październiku 2011 Araujo znalazł się w ogłoszonej przez Luisa Fernando Tenę kadrze reprezentacji Meksyku U-23 na Igrzyska Panamerykańskie w Guadalajarze. Tam ponownie był kluczowym ogniwem linii defensywy i wystąpił we wszystkich możliwych pięciu meczach od pierwszej do ostatniej minuty, natomiast Meksykanie – będący wówczas gospodarzami igrzysk – triumfowali w męskim turnieju piłkarskim, pokonując w finale Argentynę (1:0) i zdobyli złoty medal. W marcu 2012 wziął udział w północnoamerykańskim turnieju kwalifikacyjnym do Igrzysk Olimpijskich w Londynie, podczas którego pełnił już jednak rolę rezerwowego i na sześć możliwych spotkań pojawił się na boisku tylko raz, natomiast jego zespół wygrał tamte eliminacje po pokonaniu w finale po dogrywce Hondurasu (2:1). Kilka miesięcy później po raz kolejny wystąpił na Turnieju w Tulonie; tym razem rozegrał na nim dwa mecze (jeden w pierwszym składzie), wygrywając te rozgrywki ze swoją drużyną po pokonaniu w finale Turcji (3:0). Niedługo potem znalazł się w ogłoszonym przez Tenę składzie na Igrzyska Olimpijskie w Londynie – tam był jednak wyłącznie rezerwowym dla Diego Reyesa i Hirama Miera, nie notując żadnego występu, zaś Meksykanie zdobyli wówczas złoty medal, pokonując w finale turnieju piłkarskiego faworyzowaną Brazylię (2:1).
W 2011 roku Araujo znalazł się w ogłoszonym przez Luisa Fernando Tenę składzie rezerwowej reprezentacji Meksyku startującej pod szyldem dorosłej kadry w turnieju Copa América. Właśnie podczas tych rozgrywek zadebiutował w seniorskiej kadrze, 4 lipca 2011 w przegranym 1:2 spotkaniu fazy grupowej z Chile, w którym strzelił również swojego premierowego gola w reprezentacji. Ogółem na argentyńskich boiskach miał pewne miejsce w wyjściowym składzie, rozgrywając wszystkie trzy spotkania w pełnym wymiarze czasowym, natomiast jego drużyna odpadła z turnieju już w fazie grupowej, notując komplet porażek. Do kadry powrócił dopiero po kilkuletniej przerwie, zaś w 2016 roku został powołany przez selekcjonera Juana Carlosa Osorio na jubileuszową edycję turnieju Copa América. Tam wystąpił w trzech z czterech możliwych meczów (wszystkie od pierwszej do ostatniej minuty) i odpadł z Meksykiem w ćwierćfinale po porażce z późniejszym triumfatorem – Chile (0:7).

## Statystyki kariery

### Klubowe
| Cruz Azul     | 2010–2011 | Meksyk    | Liga MX          | 17  | 0 | —  | — | LMC      | 2  | 0 | 19  | 0 |
| Cruz Azul     | 2011–2012 | Meksyk    | Liga MX          | 24  | 0 | —  | — | CL       | 5  | 0 | 29  | 0 |
| Cruz Azul     | 2012–2013 | Meksyk    | Liga MX          | 8   | 0 | 10 | 0 | —        | —  | — | 18  | 0 |
| Santos Laguna | 2013–2014 | Meksyk    | Liga MX          | 30  | 0 | 2  | 0 | CL       | 5  | 0 | 37  | 0 |
| Santos Laguna | 2014–2015 | Meksyk    | Liga MX          | 16  | 0 | 10 | 2 | —        | —  | — | 26  | 2 |
| Santos Laguna | 2015–2016 | Meksyk    | Liga MX          | 36  | 1 | 1  | 0 | LMC      | 8  | 0 | 45  | 1 |
| Santos Laguna | 2016–2017 | Meksyk    | Liga MX          | 26  | 2 | 5  | 1 | —        | —  | — | 31  | 2 |
| Santos Laguna | 2017–2018 | Meksyk    | Liga MX          | 26  | 0 | 5  | 1 | —        | —  | — | 31  | 1 |
| Celta Vigo    | 2018–2022 | Hiszpania | Primera División | 32  | 3 | 1  | 0 | –        | –  | – | 33  | 3 |
| Ogółem        | Ogółem    | Ogółem    | Ogółem           | 215 | 6 | 34 | 4 | LMC + CL | 20 | 0 | 269 | 9 |

Stan na 20 maja 2019.
Legenda:
- LMC – Liga Mistrzów CONCACAF
- CL – Copa Libertadores

### Reprezentacyjne
| Meksyk | Meksyk | 2011   | —  | — | — | — | CA | 3 | 1 | 3  | 1 |
| Meksyk | Meksyk | 2012   | —  | — | — | — | —  | — | — | 0  | 0 |
| Meksyk | Meksyk | 2013   | —  | — | — | — | —  | — | — | 0  | 0 |
| Meksyk | Meksyk | 2014   | —  | — | — | — | —  | — | — | 0  | 0 |
| Meksyk | Meksyk | 2015   | —  | — | — | — | —  | — | — | 0  | 0 |
| Meksyk | Meksyk | 2016   | 3  | 0 | 2 | 0 | CA | 3 | 0 | 8  | 0 |
| Meksyk | Meksyk | 2017   | 4  | 0 | 4 | 1 | PK | 5 | 1 | 13 | 2 |
| Meksyk | Meksyk | 2018   | 5  | 0 | — | — | —  | — | — | 5  | 0 |
| Ogółem | Ogółem | Ogółem | 12 | 0 | 6 | 1 | —  | 8 | 1 | 29 | 3 |

Stan na 3 grudnia 2018 roku.
Legenda:
- CA – Copa América
- PK – Puchar Konfederacji